# Авиационные происшествия в Свердловской области
Ниже приведён перечень авиационных происшествий на территории Свердловской области.
| №  | Событие                                                       | Дата       | Борт         | Людей на борту | Погибло                         | Примечание | Изображение |
| -- | ------------------------------------------------------------- | ---------- | ------------ | -------------- | ------------------------------- | --- | ----------- |
| 1  | Крушение A-20 на Коноваловском увале                          | 13.09.1943 | A-20         | 3              | 3                               | Авиационное происшествие с самолётом A-20 Бостон, произошедшее 13 сентября 1943 года на Коноваловском увале в Свердловской области в 50-ти километрах на юго-запад от Свердловска. На борту находились трое военнослужащих. Все погибли. |             |
| 2  | Катастрофа Ли-2 в Свердловске                                 | 07.01.1950 | Ли-2         | 19             | 19                              | Авиационное происшествие с самолётом Ли-2, произошедшее 5 января (по другим данным, 7 января) 1950 года вблизи аэропорта Кольцово в окрестностях Свердловска. В сложных метеоусловиях (метель, сильный ветер) самолёт потерпел катастрофу. На борту находились 11 хоккеистов, врач и массажист команды ВВС, направлявшиеся в Челябинск на матч с местным «Дзержинцем», а также 6 членов экипажа. Все 19 человек погибли. |             |
| 3  | Катастрофа Ил-18 в Свердловске                                | 27.04.1960 | Ил-18А       | 5              | 1                               | В среду 27 апреля 1960 года в аэропорту Свердловска при посадке потерпел катастрофу Ил-18А компании Аэрофлот, в результате чего погиб один человек. |             |
| 4  | Уничтожение U-2 под Свердловском                              | 01.05.1960 | Lockheed U-2 | 1              | 0                               | Один из эпизодов холодной войны, произошедший 1 мая 1960 года во время руководства первого секретаря ЦК КПСС Никиты Хрущёва и президента США Дуайта Эйзенхауэра. В ходе инцидента в воздушном пространстве СССР был сбит самолёт-разведчик Lockheed U-2. |             |
| 5  | Катастрофа Ту-104 в Свердловске                               | 16.03.1961 | Ту-104Б      | 51             | 7                               | В четверг 16 марта 1961 года в Свердловске в результате вынужденной посадки на Нижне-Исетский пруд потерпел катастрофу Ту-104Б компании Аэрофлот, в результате погибли 7 человек. |             |
| 6  | Катастрофа Ил-18 в Свердловске (1967)                         | 16.11.1967 | Ил-18В       | 107            | 107                             | В четверг 16 ноября 1967 года близ Свердловска потерпел катастрофу Ил-18В компании Аэрофлот, в результате чего погибли 107 человек. На момент событий это была крупнейшая авиакатастрофа в СССР. |             |
| 7  | Катастрофа Ту-104 под Свердловском                            | 30.09.1973 | Ту-104Б      | 108            | 108                             | Катастрофа, произошедшая 30 сентября 1973 года под Свердловском, когда вскоре после вылета из аэропорта Кольцово упал и разбился самолет Ту-104Б компании Аэрофлот, в результате чего погибли 108 человек. |             |
| 8  | Столкновение двух Ан-2 над Тавдой                             | 07.05.1977 | Ан-2/Ан-2ТП  | 15/14          | 15/14                           | Катастрофа, произошедшая в субботу 7 мая 1977 года, когда в небе в районе аэропорта Тавда столкнулись два самолёта Ан-2 компании Аэрофлот, при этом погибли 29 человек. |             |
| 9  | Катастрофа Як-40 под Свердловском                             | 07.10.1978 | Як-40        | 38             | 38                              | Катастрофа, произошедшая 7 октября 1978 года в Свердловской области близ аэропорта Кольцово с самолётом Як-40 авиакомпании Аэрофлот, выполнявшем рейс 1080 (Свердловск—Кустанай—Джамбул). В результате катастрофы погибло 38 человек. |             |
| 10 | Катастрофа Ан-24РВ близ Кольцово                              | 25.09.1984 | Ан-24        | 41             | 1                               | Экипаж 196 лётного отряда выполнял рейс №7010 и днём в ПМУ произвел взлёт с в а/п Кольцово. В 16:26 мск в процессе разворота в наборе высоты для выхода на маршрут на высоте 250 м экипаж услышал хлопок и по приборам определил отказ двигателя РУ-19А-300. После доклада о происшествии и о пострадавших на борту экипаж произвел посадку в аэропорту Кольцово. Один пассажир был убит осколком. Ещё два пассажира получили медицинскую помощь. 4 члена экипажа, 32 взрослых пассажира и 2 ребенка не пострадали. После посадки обнаружено разрушение диска ротора турбины двигателя РУ-19А-300. Разрушившимися частями турбины в двух местах пробит корпус силового аппарата, а также капот двигателя РУ-19А-300, нанесено 32 пробоины на герметичной части фюзеляжа, в том числе на трех окнах пассажирской кабины. Диск турбины отсутствовал. |             |
| 11 | Катастрофа Ан-2 в районе посёлка Каквинские Печи              | 05.07.1987 | Ан-2         | 2              | 0                               | Экипаж выполнял почтовый рейс по маршруту Свердловск (Уктус) - Ивдель. На маршруте, при подходе к Карпинску, самолет вошел в зону ливневых осадков. Продолжая полет в этих условиях, экипаж допустил уклонение от трассы влево на 25 км, в сторону горного района. Высота полёта самолета была ниже безопасной для данного района. В сложных метеоусловиях самолет задел деревья и потерпел аварию. |             |
| 12 | Катастрофа Ту-134 под Первоуральском                          | 13.01.1990 | Ту-134А      | 71             | 27                              | В субботу 13 января 1990 года в 3 километрах южнее Первоуральска при аварийной посадке на заснеженное поле потерпел катастрофу Ту-134А компании Аэрофлот, в результате чего погибли 27 человек. |             |
| 13 | Катастрофа Як-42 в Свердловске                                | 14.09.1990 | Як-42        | 129            | 4                               | В пятницу 14 сентября 1990 года в Свердловске близ аэропорта Кольцово потерпел катастрофу Як-42 компании Аэрофлот, в результате чего погибли 4 человека. |             |
| 14 | Катастрофа Як-52 в Нижнем Тагиле                              | 9.05.1993  | Як-52        | 2              | 19 (2 в самолёте + 17 на земле) | Во время празднования Дня Победы при проведении демонстрационных полетов над акваторией Тагильского пруда и Театральной площадью самолет под управлением Александра Данилова рухнул на землю, прямо на толпу зрителей. Упав, корпус ещё 50 метров бороздил по людям. Пилот погиб. |             |
| 15 | Катастрофа Ми-2 в Екатеринбурге                               | 19.09.1996 | Ми-2         | 2              | 1                               | На маршруте из а/п Уктус на посадочную площадку Малый Исток для взятия бортового наблюдателя-оператора с последующим полетом по трассе газопровода, вертолёт попал в зону низкой видимости из-за тумана. Вертолёт столкнулся с землей, не долетев 50 метров до площадки, и опрокинулся на левый борт, получив значительные повреждения. Командир ВС и бортмеханик госпитализированы с травмами разной степени тяжести. 15.10.96 командир вертолета скончался в больнице. |             |
| 16 | Авария Ан-2 близ Шабурово                                     | 26.12.2006 | Ан-2Р        | 8              | 0                               | При выполнении полета по маршруту посадочная площадка Гари - посадочная площадка Ликино через 15 минут полета на высоте 300 м. началась прогрессирующая тряска двигателя с падением мощности. Экипаж произвел вынужденную посадку на мелколесье, в ходе которой никто из находившихся на борту не пострадал. |             |
| 17 | Катастрофа Ми-8 в Нижнесергинском районе Свердловской области | 19.07.2011 | Ми-8Т        | 4              | 1                               | Вертолёт потерпел катастрофу в 127 км западнее аэропорта Арамиль (Уктус) во время полета с целью облета газопровода. Погиб командир воздушного судна. На участке газопровода Крылатовский — Ачит вертолёт попал в сложные метеоусловия. Вертолет задел верхушки деревьев на вершине холма. Остекление кабины было разрушено. В процессе вынужденной посадки, при развороте и энергичном гашении скорости, вертолёт коснулся земли рулевым винтом. В дальнейшем, после нескольких поочередных касаний правой и левой стойками основного шасси о землю, вертолёт опрокинулся на левый борт и разрушился. |             |
| 18 | Катастрофа Ан-2 под Серовом                                   | 11.06.2012 | Ан-2Р        | 13             | 13                              | Авиационное происшествие с человеческими жертвами российского самолёта Ан-2Р авиакомпании «Авиа-Зов», произошедшее 11 июня 2012 года в окрестностях города Серов в Свердловской области. |             |
| 19 | Авария Ан-2Р в Ивдельском районе                              | 29.09.2012 | Ан-2Р        | 5              | 0                               | Во время полёта маршруту Сургут – Саранпауль – Арбынья – Ивдель датчики Ан-2Р показали критический остаток топлива правого полукрыла, позднее двигатель выключился. Командир борта выполнил заход и произвел посадку на площадку вырубленного леса. Борт скапотировал и получил повреждения. Один пассажир получил легкие травмы. |             |
| 20 | Авария Ми-2 на территории ГКБ №1 в Екатеринбурге              | 21.06.2016 | Ми-2         | 1              | 0                               | После доставки больного в городскую клиническую больницу №1 города Екатеринбурга вертолёт Ми-2 начал манёвр взлёта во время которого пилот развернул вертолёт на 180° и начал разгон скорости. Вертолёт стал кабрировать, задел хвостовым винтом за землю, упал и частично разрушился. Возгорания не произошло. Пилот получил лёгкие травмы. |             |
| 21 | Авария ТР-301 районе Туринской Слободы                        | 02.09.2017 | ТР-301       | 1              | 0                               | В 13:55 местного времени (08:55 UТС), днем, в простых метеоусловиях, в процессе снижения при заходе на посадку на посадочную площадку «Туринская Слобода» потерпел аварию ЕЭВС самолет ТР-301 RA-40462. Самолет получил повреждения, пожара на месте АП не было, экипаж не пострадал. Авиационное происшествие произошло, наиболее вероятно, из-за «зависания оборотов» двигателя в районе режима «малый газ», что привело к необходимости выполнения вынужденной посадки c последующим капотированием самолета. |             |